# ヘリオメドゥーサ
ヘリオメドゥーサ (Heliomedusa) は、カンブリア紀に生息していた腕足動物の一種。澄江動物群の１つである。
澄江のものは H. orienta Sun & Hou と名付けられている。全長 2.2 cm ほど。平らで円形の赤い色の化石として産出することが多い。一部の化石から、実際には両面に丸くふくらんだ殻から成ることがわかっている。殻のふちから細かい毛が無数に出ている。殻そのものは保存されていないが、薄くて鉱物化の少ないものであったらしい。
メデューサとはクラゲのことであり、この種は当初はクラゲと考えられていた。これは、全体の形がほぼ円形で、放射状のパターンが見られ、周辺の剛毛が触手と判断されたためである。しかしコンウェイ・モリスらが腕足類であることを指摘し、現在では触手冠なども確認され、腕足類であることは疑いないものとされている。
一般の腕足類には貝殻に続く肉茎があるが、この種には見られない。また、貝殻の周囲全域に剛毛が生えていることから、海底に潜るのではなく、海底に横たわっていた可能性がある。他方、一部の化石では腹側の殻の中央にちょっとした跡があることから、硬い基盤の上に固着したのではないかとの説もある。